# Gerlachov, Bardejov
Gerlachov este o comună slovacă, aflată în districtul Bardejov din regiunea Prešov. Localitatea se află la altitudinea de 360 m deasupra n.m., se întinde pe o suprafață de 8,86 km2 și în 2017 număra 1.052 de locuitori. Se învecinează cu comuna Kružlov.

## Istoric
Localitatea Gerlachov este atestată documentar din 1344.

## Demografie
| An:                | 1994 | 2004    | 2014   | 2024   |
| ------------------ | ---- | ------- | ------ | ------ |
| Număr de persoane: | 922  | 1020    | 1042   | 1055   |
| Diferență:         |      | +10,62% | +2,15% | +1,24% |

| An:                | 2023 | 2024   |
| ------------------ | ---- | ------ |
| Număr de persoane: | 1050 | 1055   |
| Diferență:         |      | +0,47% |